# Röda Kvarn (biograf, Mölndal)
Röda Kvarn var en biograf på Kvarnbygatan 1 i Mölndal, som öppnade 20 oktober 1930 och stängde hösten 1972. Ägare Paul Lindberg. Senare sonen Douglas Lindberg.
Biografen startade år 1914 som Mölndals Biografteater i Gamla Folkets hus vid Trädgårdsgatan. Den kom senare att inrymmas i Stadshuset vid Gamla Torget, bytte namn till Röda Kvarn år 1929 och flyttade till Kvarnbygatan 1. På hösten 1930 installerades den första ljudfilmsanläggningen.